# Amila
Amila è una suddivisione dell'India, classificata come nagar panchayat, di 4.764 abitanti, situata nel distretto di Mau, nello stato federato dell'Uttar Pradesh. In base al numero di abitanti la città rientra nella classe VI (meno di 5.000 persone).

## Geografia fisica
La città è situata a 26° 10' 45 N e 83° 30' 45 E.

## Società

### Evoluzione demografica
Al censimento del 2001 la popolazione di Amila assommava a 4.764 persone, delle quali 2.432 maschi e 2.332 femmine. I bambini di età inferiore o uguale ai sei anni assommavano a 758, dei quali 371 maschi e 387 femmine. Infine, coloro che erano in grado di saper almeno leggere e scrivere erano 3.138, dei quali 1.793 maschi e 1.345 femmine.